# Narcís Xarlan
Narcís Xarlan va ser organista a l'església de Verdú l’any 1777, on succeí Roc Gasull (1770-1777). Les seves obres es conserven a l'església parroquial de Sant Pere i Sant Pau de Canet de Mar (CMar) i al fons musical de la Catedral de Tarragona (TarC).

## Obres
1. Completes per a 4 v i instr (Fons de l'Església parroquial de Sant Pere i Sant Pau de Canet de Mar - CMar)
2. Salve per a 4 v i instr (Fons de l'Església parroquial de Sant Pere i Sant Pau de Canet de Mar - CMar)
3. Salm a 12 v (Arxiu Històric Arxidiocesà de Tarragona. Arxiu de la Catedral de Tarragona. Fons de la Catedral de Tarragona -TarC)
4. Salm a 8v (Arxiu Històric Arxidiocesà de Tarragona. Arxiu de la Catedral de Tarragona. Fons de la Catedral de Tarragona - TarC)